# Okręgowe rozgrywki w piłce nożnej woj. olsztyńskiego (1960)
Drużyny z województwa olsztyńskiego występujące w ligach centralnych i makroregionalnych:
- I liga – brak
- II liga – brak

Rozgrywki okręgowe:
- III liga okręgowa (III poziom rozgrywkowy)
- klasa A - 2 grupy (IV poziom rozgrywkowy)
- klasa B - 2 grupy (V poziom rozgrywkowy)
- klasa C - podział na grupy (VI poziom rozgrywkowy)
- klasa W - podział na grupy (VII poziom rozgrywkowy)

W tym sezonie nastąpiło przejście na system jesień-wiosna, w związku z czym sezon został rozegrany wiosną i latem.

## III liga okręgowa
| Poz. | Klub                  | M  | Pkt. |
| ---- | --------------------- | -- | ---- |
| 1    | Zatoka Braniewo       | 18 | 26   |
| 2    | Gwardia Olsztyn (b)   | 18 | 23   |
| 3    | Warmia Olsztyn        | 18 | 22   |
| 4    | Grunwald Ostróda      | 18 | 21   |
| 5    | Sokół Ostróda         | 18 | 19   |
| 6    | Huragan Morąg(b)      | 18 | 19   |
| 7    | Vęgoria Węgorzewo (b) | 18 | 16   |
| 8    | Victoria Bartoszyce   | 18 | 15   |
| 9    | Granica Kętrzyn       | 18 | 13   |
| 10   | Orzeł Kętrzyn         | 18 | 6    |

- Zatoka Braniewo nie awansowała do II ligi

## Klasa A

### grupa I
| Poz. | Klub                     | M  | Pkt. |
| ---- | ------------------------ | -- | ---- |
| 1    | Podchorążak Szczytno (b) | 10 |      |
| 2    | Tęcza Biskupiec (b)      | 10 |      |
| 3    | Warmia II Olsztyn        | 10 |      |
| 4    | Stal Giżycko             | 10 |      |
| 5    | OKS Olsztyn (s)          | 10 |      |
| 6    | Mazury Mrągowo           | 10 |      |

### grupa II
| Poz. | Klub                         | M  | Pkt. |
| ---- | ---------------------------- | -- | ---- |
| 1    | Jeziorak Iława (s)           | 10 | 18   |
| 2    | Drwęca Nowe Miasto Lubawskie | 10 | 11   |
| 3    | Błękitni Orneta (b)          | 10 | 9    |
| 4    | Sparta Działdowo             | 10 | 8    |
| 5    | Pogoń Prabuty                | 10 | 5    |
| 6    | Wel Lidzbark Welski (b)      | 10 | 4    |

## Klasa B
- grupa I - awans: brak danych
- grupa II - awans: brak danych